# Super Game Boy
Le Super Game Boy (スーパーゲームボーイ, Sūpā Gēmu Bōi) est une cartouche adaptatrice pour la Super NES,. Le Super Game Boy permet de jouer à des cartouches Game Boy sur un écran de télévision en utilisant les manettes Super Nintendo
. En 1994, le Super Game Boy coûtait moins de 60 €.

## Description
Ce système fonctionnait uniquement avec des cartouches compatibles avec la Game Boy monochrome originale. Le système pouvait convertir en couleur les quatre niveaux de gris. Plus tard, les jeux Game Boy possédaient des informations de couleur additionnelles et des bordures pour le Super Game Boy (en effet, l'écran de jeu ne remplissait pas entièrement l'écran de télévision, et des bordures par défaut étaient contenues dans le Super Game Boy). L'adaptateur pouvait supporter 256 couleurs, pour des écrans statiques et 12 pendant un affichage normal de jeu. Un mode permet à un deuxième joueur de dessiner autour et même sur l'écran du jeu.
Il était également possible pour les jeux Game Boy de tirer parti du matériel sonore de la Super Nintendo pour des effets supplémentaires. Par exemple Asteroids, Space Invaders et Donkey Kong '94 avaient des sonorités étendues avec le Super Game Boy.
Le Super Game Boy a des problèmes de cadence d'horloge (une puce couplée à la ROM d'une carte mère qui donne une cadence de travail au microprocesseur) : de ce fait, les jeux tournaient un peu plus vite que sur Game Boy, rendant le jeu plus difficile et les pistes audio plus aiguës. Il n'avait pas non plus de port EXT (sert à connecter des Game Boy par câble link).
Le port link requis pour connecter deux Game Boy ensemble n'était pas présent sur le SGB, mais fut plus tard ajouté au Super Game Boy 2, vendu en 1998 au Japon et par correspondance aux États-Unis, dans le but de corriger les problèmes constatés par de nombreux joueurs de son prédécesseur. En plus du port link, le Super Game Boy 2 possédait une DEL verte de jeu en link et une DEL rouge indiquant la mise en marche.
Aucune version du Super Game Boy ne permet de jouer aux jeux spécialement conçus pour la Game Boy Color (jeux se distinguant par leur cartouche transparente avec le sigle "Game Boy Color" inscrit dans la partie supérieure). Le seul moyen officiel de le faire est de jouer en utilisant le Game Boy Player sur la GameCube de Nintendo, que l'on pourrait considérer comme le successeur du Super Game Boy 2.